# 2004-2014 - L'originale
2004-2014 - L'originale è un album dal vivo del gruppo musicale italiano Modà, pubblicato l'11 novembre 2014 dalla Ultrasuoni.
L'edizione standard comprende 2 CD contenenti 40 brani della band suonati dal vivo a Milano il 19 luglio 2014 e il brano Come in un film in duetto con Emma, registrato agli Ultrasuoni Studios (Milano) ed estratto successivamente come unico singolo dell'album. L'edizione deluxe, invece, contiene in aggiunta 2 DVD contenenti, rispettivamente, il film concerto Come in un film - Un sogno che diventerà realtà, uscito nelle sale italiane il 12 novembre 2014, con alcune scene tratte dal backstage del concerto, e altri contenuti speciali come le immagini tratte dal tour europeo della band tenutosi nel maggio 2014.

## Tracce
CD 1
1. Come in un film (feat. Emma) – 3:53
2. Dimmelo – 3:33
3. Il branco – 1:22
4. Uomo diverso – 0:37
5. Regina delle stelle – 1:28
6. Il sogno di una bambola – 4:08
7. Sono già solo – 3:26
8. Tappeto di fragole – 3:09
9. La sua bellezza – 3:29
10. Urlo e non mi senti – 3:26
11. Cuore e vento (feat. Tazenda)
12. La paura che ho di perderti (feat. Bianca Atzei) – 3:37
13. Quando arrivano i suoi occhi – 3:33
14. Anche stasera – 4:51
15. Gioia – 3:59
16. Meschina – 1:12
17. La mia ragazza ha detto che... – 2:21
18. Aria – 1:26
19. L'amore è un'altra cosa – 2:31
20. Se si potesse non morire – 4:18

CD 2
1. Come l'acqua dentro il mare – 3:25
2. Non è mai abbastanza – 3:47
3. Vittima – 3:29
4. Salvami – 4:01
5. Bellissimo – 3:33
6. Dove è sempre sole (feat. Jarabe de Palo) – 3:57
7. Come un pittore (feat. Jarabe de Palo) – 4:01
8. Padre astratto – 1:42
9. Ti amo veramente – 1:28
10. Nuvole di rock – 2:17
11. A Laura – 1:42
12. Quello che non ti ho detto (Scusami) – 1:42
13. Sensazione – 1:59
14. Mani inutili – 2:24
15. Favola – 2:24
16. Almeno un po' (feat. Francesco Renga) – 3:53
17. Arriverà (feat. Francesco Renga) – 3:45
18. Mia – 6:09
19. La notte – 5:34
20. Viva i romantici – 5:25

DVD 1
1. San Siro 2014
2. Backstage
3. Prima e dopo

DVD 2
1. Europe and US Tour
2. Intro gladiatori
3. Backstage intro gladiatori

## Classifiche
| Classifica (2014) | Posizione massima |
| ----------------- | ----------------- |
| Italia            | 3                 |

### Classifiche di fine anno
| Classifica (2014) | Posizione |
| ----------------- | --------- |
| Italia            | 4         |
| Classifica (2015) | Posizione |
| Italia            | 24        |